# Phthiria grisea
Phthiria grisea är en tvåvingeart som beskrevs av Zaitzev 1966. Phthiria grisea ingår i släktet Phthiria och familjen svävflugor. Inga underarter finns listade i Catalogue of Life.